# Барбара фон Пфалц-Цвайбрюкен-Нойбург
Барбара фон Пфалц-Цвайбрюкен-Нойбург (на немски: Barbara von Pfalz-Zweibrücken-Neuburg) е пфалцграфиня от Цвайбрюкен и чрез женитба графиня на Йотинген-Йотинген.

## Биография
Родена е на 27 юли 1559 година в Нойбург. Тя е дъщеря на Волфганг (1526 – 1569), пфалцграф и херцог на Пфалц-Цвайбрюкен и Пфалц-Нойбург и съпругата му принцеса Анна фон Хесен (1529 – 1591), дъщеря на ландграф Филип I от Хесен (1501 – 1567).
Барбара се омъжва на 7 ноември 1591 г. в Йотинген като втора съпруга за граф Готфрид фон Йотинген-Йотинген (1554 – 1622). Като зестра тя получава 14 000 гулдена. Барбара ражда една дъщеря Якобина, която умира в годината на нейното раждане през 1594 г.
Графиня Барбара фон Йотинген се занимава интензивно с алхимия. При нея работели множество алхимици и си кореспондира по тази тема с племенника си пфалцграф Август фон Зулцбах. Барбара прави експерименти за император Рудолф II в неговата резиденция в Прага, но е изгонена от двора.
Умира на 5 март 1618 година в Йотинген, Бавария. Погребана е до съпруга си в дворцовата църква „Св. Михаил“ в Харбург, Швабия.